# James Alexander Thomson
James Alexander Thomson (Oak Park, Illinois, 20 de dezembro de 1958) é um biólogo celular estadunidense. É professor da Universidade do Wisconsin-Madison.